# Phượng Sơn, Hà Trì
Phượng Sơn (tiếng Tráng: Fonghsan Yen, chữ Hán giản thể: 凤山县, bính âm: Fèngshān Xiàn, âm Hán Việt: Phượng Sơn huyện) là một huyện thuộc địa cấp thị Hà Trì, khu tự trị dân tộc Choang Quảng Tây, Cộng hòa Nhân dân Trung Hoa. Huyện Phượng Sơn có diện tích 1743 km², dân số năm 2002 là 190.000 người. Về mặt hành chính, huyện Phượng Sơn được chia thành 3 trấn, 3 hương và 3 hương dân tộc. 
- Trấn: Phượng Thành, Trường Châu, Tam Môn Hải.
- Hương: Trai Nha, Tề Âm, Trung Đình.
- Hương dân tộc Dao Kim Nha, hương dân tộc Dao Bình Lạc, hương dân tộc Dao Giang Châu.